# پرسون پرسون
«پرسون پرسون» از ترانه‌های ایرانی است که اولین بار با صدای دلکش اجرا شد و بعدها خوانندگان دیگری چون شهرام شب‌پره، شهرام کاشانی و حجت اشرف‌زاده این ترانه را بازخوانی کردند.
در آبان ۱۴۰۳، کیم جون پیو، سفیر کره جنوبی در ایران، به همراه ارکستر ایرانی ایستگاه، این ترانه را به مناسبت شصت و دومین سالگرد برقراری دیپلماتیک ایران و کره اجرا کرد.